# Antonin Guigonnat
Antonin Guigonnat (Ambilly, 2 juli 1991) is een Frans biatleet. Hij vertegenwoordigde zijn vaderland op de Olympische Winterspelen 2018 in Pyeongchang.
Hij is de broer van biatlete Gilonne Guigonnat.

## Carrière
Guigonnat maakte zijn wereldbekerdebuut in maart 2014 op de sprint in Oslo-Holmenkollen met een 43ste plaats. Op 15 december 2017 behaalde Guigonnat een eerste medaille tijdens een individuele wereldbekerwedstrijd dankzij een derde plaats op de 10 km sprint in Annecy-Le Grand-Bornand. In 2018 nam Guigonnat een eerste keer deel aan de olympische winterspelen. Hij eindigde 19e op zowel de achtervolging als de massastart. Samen met Simon Desthieux, Émilien Jacquelin en Martin Fourcade eindigde Guigonnat op de 5e plaats in het estafettenummer. Datzelfde jaar won hij op 10 maart samen met Anaïs Chevalier-Bouchet met de single gemende in Kontiolahti estafette zijn eerste wereldbeker wedstrijd. Op de Wereldkampioenschappen biatlon 2019 behaalde Guigonnat zijn eerste WK-medaille met een tweede plaats in de 15 km massastart. Hij beëindigde het seizoen 2018/2019 op een 11de plaats in het eindklassement. In 2021 behaalde Guigonnat zijn eerste gouden wereldtittel op de Wereldkampioenschappen biatlon 2021 in Pokljuka door samen met Julia Simon de single gemengde estafette te winnen. In 2023 werd hij op de Wereldkampioenschappen biatlon 2023 voor een 2de maal wereldkampioen, samen met Fabien Claude, Émilien Jacquelin en Quentin Fillon Maillet won hij de 4×7,5 km estafette.

## Resultaten

### Olympische Winterspelen
| Jaar | Plaats      | Onderdeel   | Onderdeel | Onderdeel     | Onderdeel  | Onderdeel | Onderdeel          |
| Jaar | Plaats      | Individueel | Sprint    | Achtervolging | Massastart | Estafette | Gemengde estafette |
| ---- | ----------- | ----------- | --------- | ------------- | ---------- | --------- | ------------------ |
| 2018 | Pyeongchang | 23e         | 27e       | 19e           | 19e        | 5e        | –                  |

### Wereldkampioenschappen
| Jaar | Plaats    | Onderdeel   | Onderdeel | Onderdeel     | Onderdeel  | Onderdeel | Onderdeel          | Onderdeel                 |
| Jaar | Plaats    | Individueel | Sprint    | Achtervolging | Massastart | Estafette | Gemengde estafette | Single gemengde estafette |
| ---- | --------- | ----------- | --------- | ------------- | ---------- | --------- | ------------------ | ------------------------- |
| 2019 | Östersund | –           | 20e       | 7e            | Zilver     | 6e        | –                  | 7e                        |
| 2021 | Pokljuka  | –           | 14e       | 20e           | 17e        | 4e        | –                  | Goud                      |
| 2023 | Oberhof   | 58e         | 10e       | 14e           | 19e        | Goud      | –                  | –                         |

### Wereldkampioenschappen junioren
| Jaar | Plaats      | Onderdeel   | Onderdeel | Onderdeel     | Onderdeel |
| Jaar | Plaats      | Individueel | Sprint    | Achtervolging | Estafette |
| ---- | ----------- | ----------- | --------- | ------------- | --------- |
| 2012 | Kontiolahti | 31e         | 34e       | 25e           | Brons     |

### Wereldbeker
Eindklasseringen
| Seizoen   | Algemeen | Individueel | Sprint | Achtervolging | Massastart |
| --------- | -------- | ----------- | ------ | ------------- | ---------- |
| 2014/2015 | 62e      | 45e         | 72e    | 61e           | –          |
| 2015/2016 | 89e      | –           | –      | 68e           | –          |
| 2016/2017 | 86e      | –           | 91e    | 69e           | –          |
| 2017/2018 | 20e      | 25e         | 28e    | 22e           | 13e        |
| 2018/2019 | 11e      | 22e         | 5e     | 7e            | 15e        |
| 2019/2020 | 27e      | 33e         | 19e    | 24e           | 31e        |
| 2020/2021 | 20e      | 17e         | 18e    | 17e           | 21e        |
| 2021/2022 | 23e      | 43e         | 24e    | 29e           | 6e         |
| 2022/2023 | 20e      | 53e         | 13e    | 16e           | 25e        |

Wereldbekerzeges
| Nr.       | Datum            | Plaats        | Onderdeel                 |
| Estafette | Estafette        | Estafette     | Estafette                 |
| --------- | ---------------- | ------------- | ------------------------- |
| 1.        | 10 maart 2018    | Kontiolahti   | Single gemende estafette  |
| 2.        | 23 januari 2021  | Antholz       | 4×7,5 km estafette        |
| 3.        | 18 februari 2021 | Pokljuka (WK) | Single gemengde estafette |